# フルアヘッド!ココ
『フルアヘッド！ココ』（FULL AHEAD!COCO）は、米原秀幸による日本の冒険漫画作品。『週刊少年チャンピオン』（秋田書店）で、1997年から2002年にかけて連載された。
独自の世界観が展開されている海賊・海洋冒険漫画。タイトルのフルアヘッド（FULL AHEAD）とは英語で「全速前進」を意味する。大航海時代のヨーロッパをモチーフとした世界を舞台に物語が繰り広げられるが、随所に日本独特の文化も盛り込まれている。主人公・ココの成長と、キャプテンバーツ率いる海賊スイートマドンナのクルーがファルコン文明を追い求める一連のエピソードが基本線となっている。単行本は秋田書店から、全29巻と、スイートマドンナのクルーが乗船するきっかけを描いた読み切り数編を収録した番外編『フルアヘッド!ココ 番外編-ZERO-』全1巻が刊行されている。
2010年11月にマルホン工業からパチンコ機「CRフルアヘッド!ココ」が発売された。また、本作から8年後の世界を舞台にした『サンセットローズ』が『別冊少年チャンピオン』（秋田書店）にて2012年7月号（創刊号）から2017年9月号まで連載。その後、青年になったココを主人公とした『フルアヘッド!ココ ゼルヴァンス』が同誌にて、2017年12月号から2022年1月号まで連載。同誌2020年6月号では緊急事態宣言の影響で米原がアシスタントを呼べず、ひとりで読み切り『ウィン ある想いの物語』を描いたことにより、本作は休載となった。

## 登場人物

### スイートマドンナ
ジョン・バーツ率いる少数精鋭の海賊。母港は持っていない。通称・クレイジーストーンヘッド。
ココ・フェルケナ
本作の主人公。年齢は初登場時8歳。港町イノガスイーダの孤児であった。親友カフェルから貰った赤髑髏のピアスがきっかけとなり、憧れのキャプテンバーツに誘われて海賊スイートマドンナの一員となる。明るく好奇心旺盛で、他者を思いやる心優しい少年。バーツのことを強く慕っており、父親同然に思っている。
当初は戦闘能力が皆無だったが、巨獣・ザウルスくんを従え、オールドブラッドとしてリスの化獣・アリスを操り、デッドから習った剣術が上達してゆくにつれ、スイートマドンナの重要戦力の1人となっていった。
父は白無のリーダー、ラグ・ローグ。当初はオールドブラッドと思われていたが、ローグと同じネオブラッドだったため、後にローグ同様1人で化獣を扱えるようになった。
最終決戦ではライツワイズに精神を支配されバーツを手にかけそうになるが、ローグの言葉をきっかけに正気を取り戻し、化獣・アリス、ガイルの閃光を放ってライツワイズを攻撃、この一撃が足掛かりとなって最終的にライツワイズに勝利することができた。
最終決戦後はミルカ、チャコ、ラウ、孤児時代の友達や、決戦前にできた友達を連れて旅立った。最終話では海賊ツインソードとして名を馳せており、ボボンノークから「激道旅伝」を盗み出し激道越えのルートを見つけ、ついに帆船で激道を越えることに成功した。
ジョン・バーツ
本作のもう1人の主人公。失われた伝説のファルコン文明を追い求める、海賊スイートマドンナのキャプテン。二刀流の剣術を用いることから『双剣のバーツ』、またその圧倒的な戦闘力と無鉄砲さから『クレイジーバーツ』の異名で怖れられている。
「食わない生き物は殺さない」を信条としており、たとえ謎の生物であっても、殺したら必ず調理して食べる。2本の剣を握ると鬼神のような強さを発揮するが、通常の剣1本の剣術や素手の喧嘩の技量は非常に低い。
幼少時代は孤児で、兄ラグと一緒にレッドスケルに盗みに入ったところを、ラグと共に先代キャプテンスパードに拾われ、スパードの娘レイラと共に兄弟同然に育てられた。その後、次期レッドスケルキャプテンと目されるまでに成長しレイラと結婚が決まっていたが、ラグがレイラとレイラ以外の女性と子供をつくったことから、ラグはスパードに重傷を負わされ崖から突き落とされて生死不明となり、自身もスパードに殺されそうになったため応戦、結果スパードを殺害してしまった。その後レッドスケルを去り、ダイアンから船を譲り受けて旅立つ。のちに仲間たちと出会い海賊スイートマドンナを作り上げた。
かつてザギに両手を再起不能同然の状態まで傷つけられたため、両手両指を常に包帯で覆って保護している。物語中盤、古傷の後遺症で握力を失い剣を握れなくなったが、特注の超軽量・透明の剣を用いることで、再び双剣を振るえるようになった。
実兄である白無のリーダー、ラグ・ローグについては「エゴのかたまり」と蔑む一方で兄弟の情を捨てきれておらず、ザギが彼を殺そうとするのを制止したり、彼の肉体がライツワイズに支配された際には激昂していた。
ココ、ラグと同じくネオブラッドの末裔だが、ネオブラッドやオールドブラッドとしての能力は全くない。それゆえに動力石へと至る扉（ファルコンの民の中でも能力を持たない「劣性の民」が作った扉）を開ける存在であることが終盤に判明した。
最終決戦の遺跡にて、ライツワイズが消滅したあとに動力石を世界に開放して帰還、レイラと結婚してスイートマドンナは解散となった。遺跡の影響（オールドブラッドの能力を高め、そうでないものには悪影響を与える）によって体は衰弱しており最終話では窶れているが、かつての冒険心は変わらず持ち続けており、ココから送られてきた「激道旅伝」の写しを解読して激道越えのルートを見つけだし、旅立ちの決意をした。
ノーズ
スイートマドンナの船医。大きな鼻とサングラスが特徴の老人。時折即興で川柳を披露する。ファルコン文字を解読できる。
青年時代は親友テイルと共にファルコン文明を追い求めていたが、ある事情で寒冷地の小さな街に留まることになり、ファルコンの夢を諦めて開業医を務めていた。老境に入ったある日、ザギに両手を破壊され瀕死だったバーツを助けたことをきっかけにスイートマドンナの最初のクルーとなり、再びファルコンを目指す旅に出た。スイートマドンナ号の船首の女神像（ストーンヘッド）は、その時にテイルの手によって取り付けられたものである。
非戦闘員であることから身を案じられ、最終決戦に向かう前に半ば無理矢理船を降ろされた。遺跡にて動力石が開放される場面を目撃、夢が叶ったことに涙を流した。決戦後は、バーツがドルファンと交わした取引によりラーアジノヴで動力炉の研究に携わっており、最終話では研究の成果により動力車、動力船を完成させた。
バクチ
スイートマドンナのクルー。ギャンブルを得意としていることからバクチのあだ名で呼ばれている。関節を外すことで体格を変えることも可能で、それを活かした女装の特技もある。面倒見のよい性格で、バーツも認めるスイートマドンナの母親的な存在である。額に奴隷時代につけられた焼印があり、普段はバンダナで隠している。
本名はマックス。少年時代は奴隷として働かされていた。子供のころに親友ナッツと共に奴隷地区を脱走したが、ナッツが目の前で重傷を負わされてはぐれてしまい（バクチはナッツが死んだと思い込んでいた）、その後は一人で生きてきた。当時からナッツと共に海賊に憧れていた。バーツとノーズに偶然出会い、持ち前の運の強さを買われてスイートマドンナに加わる。「バクチ」の名前はそのときにバーツによってつけられたものである。
のちにダイアモンドサーペントの一員となったナッツと再会する。
最終決戦の遺跡にて、巨大閃光を防ぐためにパンクスの自爆に付き合い、左腕を失った。決戦後にスイートマドンナが解散したあとはダイアモンドサーペントの一員となり、最終話ではナッツの相棒として彼の隣に立っている姿が描かれた。
ミガル
スイートマドンナのクルー。クルーの中で一番身が軽く、その身のこなしを活かした奇襲、偵察などを得意とする。背が低く、ブサイク、ブタ鼻などと容姿を揶揄されることもあるが、本人はあまり気にしていない。
賊国家ボボンノークの出身で、ボボンノーク王宮の秘宝の数々をたった1人で盗み出すなど神業的な窃盗の腕前を待ち、『マスターDASH（奪取）』の異名を取った。自分に盗めない宝はないと退屈していたころにバーツたちと出会い、当初はファルコン伝説をおとぎ話だと馬鹿にしていたが、バーツの思想に心を動かされクルーとなることを志願した。
虹の街で行動を共にしたレオナに惚れられ、一度その想いを拒絶したが、最終決戦の遺跡にてプロポーズとも言える言葉を伝え、決戦後に結婚、最終話ではボボンノーク国王になった。
ハルク
スイートマドンナの操舵手。肌は浅黒く、人並み外れた体格と腕力、操舵技術を誇る。また、常人よりも5倍強い胃酸を持つ。
故郷は小さな漁村で、村長である兄の命令で漁師や用心棒をしていたが、バーツたちと出会い彼の生き様に感化され、子供のころからの夢だった激道越えを目指し、スイートマドンナに加わった。
踊り子リリアとしてスイートマドンナに近づいてきたカマラに一目惚れし、一度カマラに銃撃されて死にかけたこともあるが、その後も想いは全く変わらなかった。
終盤にはついにカマラに受け入れられ、決戦後に結婚、最終話ではカマラ、オニマルとたくさんの子供たちに囲まれていた。
デッド
スイートマドンナの戦闘要員。剣士で、実力はバーツに匹敵する。寡黙で他人を寄せ付けない性格をしている。幼少期に母親に左目を潰され、顔の左側は傷だらけになっており常に長髪で隠している。
かつては『先天性殺し屋』『死神』の異名を取った凄腕の殺し屋で、当時は女子供も容赦なく殺し、街一つを一人で壊滅させたこともある。人間にとって生きること自体が苦痛であると考え、「死に勝る宝無し」を信条としていたが、バーツと対決し、彼の「俺の宝はクルーだよ」という言葉を聞いたことで、同様の宝(仲間)を求めてスイートマドンナに乗った。
物語本編ではさほど残忍な面は見られず、心優しい一面もあり、ココに請われて剣術を指南した。
終盤にミラージュという少女と出会い、その触れ合いの中で、自身の中に愛情を見出す。最終決戦後は、家族を喪ったミラージュの前に現れ、その手を引いていった。最終話での消息は不明。
ピート・ロードマン
スイートマドンナのコック。ラーアジノヴ王国の貴族で、女性と間違われるほど整った中性的な顔立ちをしており、普段はバンダナで髪を覆っている。優男ながら剣術の腕前は一流である。
ラーアジノヴ王女・ロザーナの婚約者で次期国王とも言われていたが、両親の事故死をきっかけに自分が何も知らない男だと考えるようになり、人々や世界のことを知るためスイートマドンナのクルーとなることを志願、ボートでスイートマドンナ号に丸一日ついていきクルーと認められた。
ラーアジノヴのランコットのクーデターを鎮圧した後、ロザーナと結婚して国王となったが、彼女に促されてその後もスイートマドンナのクルーとして活躍する。
最終決戦前に、のちの世界の指導者の資質を持つ者として船を降りることを促され、愛用のバンダナをクルーに託して船を降りた。決戦後に男児が産まれ、最終話では娘もおり、二児の父となっている。動力炉を持つ国の国王として精力的に活動しており、完成した動力船をレッドスケルのキャプテンとなったカフェルに託した。
ミルカ・レイナー
オールドブラッドの少女。初登場時は9歳でココより1歳年上。
オールドブラッド迫害を逃れ、母親と2人で山中に隠れて暮らしていたが、化獣である愛犬マービスの封印をナッツに解かせてしまったせいで、マービスと共にナッツに連れ去られ、ダイアモンドサーペント号ではマービス覚醒のために檻の中に入れられていた。（なお、母親の消息は本編に記されていない。）
スイートマドンナとダイアモンドサーペントの抗争の中で化獣・アリスの封印を解き、ココがアリスの最終形態の閃光でナッツを倒した後は、スイートマドンナのクルーとして船に乗り、主に船の掃除や炊事を手伝っている。
内向的で気の弱い性格だが、聡明でしっかりした一面も持っている。オールドブラッドの女子ゆえにファルコンの記憶を持っており、その知識をスイートマドンナの冒険に役立てる。アリスの封印を解くことで戦闘に貢献する。
ココに恋心を抱いており、チャコとは恋敵であるがその関係は清々しいものである。
最終決戦後にココの船に乗り、のちの海賊ツインソードの一員となる。

### レッドスケル
50の傘下を従える、赤い髑髏がトレードマークの大海賊。母港はイノガスイーダ。
レイラ・スパード
レッドスケルのキャプテン。鍛え上げられた身体、剛毅な性格、美しさを持つ女性。
父ルイスに拾われたバーツ兄弟と家族同然に育つ。のちにラグが船を降り、ジョンとの結婚が決まっていたが、父の意向で船から下ろされたことをきっかけに、レッドスケルの跡目に対する執着心をラグに利用され、結婚を破談にするべくラグと関係を持ちカフェルを身篭る。しかしこのことが原因となって父を亡くし、以降ファルコン文明を忌避するようになった。
ラーアジノヴの大臣ランコットの海賊狩り政策によって、白無ラウの化獣・ベリックの閃光を受け半死半生の憂き目に遭うが一命を取り留める。その後は自身もファルコン伝説を追うようになった。
ジョンに対しては過去の出来事から複雑な感情を抱いており、物語開始当初の関係は険悪だったが、徐々にわだかまりは解け、決戦前にプロポーズした。決戦後に結婚、最終話ではジョンと共に穏やかに暮らしていたが、ジョンが再び冒険を決断した姿を見て、嬉しそうに微笑んでいた。
カフェル・スパード
レイラの息子で、ココの親友。自然科学についての様々な知識を持っている。自分のミスは認める、食料の確認をするなど、海賊としての資質もあって仲間からも慕われている。
キャプテンである母レイラに強い憧れと尊敬を抱いているが、マザコンの気もある。
父親は白無のリーダー、ラグ・ローグであり、実はココの異母兄弟にあたる。そのため、レイラからはココら孤児との交友を禁じられていた。親を求める気持ちが強く、レイラが死んだと思っていたときは、ローグを父さんと呼んで助けを求めていた。しかしローグには人質として扱われるなど、その想いは踏みにじられることになった。
最終決戦後に引退したレイラの跡を継いで、レッドスケルのキャプテンとなった。
最終話では立派に成長しており、筋骨逞しい姿でキャプテンとしての威厳に満ち溢れている。レッドスケルはラーアジノヴ最強の海賊となっており、国王であるピートより動力船を託された。ココに先んじて激道を越えられると思い歓喜していたが、激道の手前ですでに激道を越えて戻ってきたココたち海賊ツインソードと遭遇、彼が悔しがるシーンで物語本編は終わる。
ブル・バウズ
レッドスケル副長。レイラを心から尊敬して付き従っており、カフェルのこともよく気にかけている。
ルイス・スパード
先代レッドスケルキャプテン。レイラの父。ファルコン伝説を追いかけていた。ダイヤモンドサーペント、クロウバードと並び、ラーアジノヴの大海賊と称されていた。
娘のレイラを溺愛する親バカな面もあるが、豪放で懐の深い人物。バーツ兄弟を自分の息子同然に育て、ジョンには「親父」と呼ばれ慕われていた。ジョンとレイラの結婚を祝福していたが、ラグがレイラとの間に子供をつくり、さらに身勝手な理由でレイラ以外の女との間にも子供を作ったことを知り逆上、ラグに瀕死の重症を負わせ崖から突き落とした後ジョンをも殺害しようとし、応戦したジョンの剣に斃れた。最期はファルコン伝説にたどり着けなかった無念と海賊の墓場に行かなかった未練を口にして逝った。
彼の死後に当時のクルーはいなくなり、現在のクルーはレイラが独力で集めた者達である。
レイラの母
夫のルイスと同等にキャプテンの権限を持つ夫婦海賊としてレッドスケルを率いていたが、他国での海賊の戦いで命を落とした。ルイス曰く「夫婦という関係が生んだ油断の結果」とのことで、彼がジョンと結婚が決まったレイラを船から降ろした理由となっている。

### クロウバード
スイートマドンナの好敵手（カモ）のおっちょこちょいな海賊。母港はアーバラン。
グラフ
海賊クロウバードのキャプテン。海賊帽をかぶって眼帯をつけた、一般的にイメージされる海賊に近い格好をしている。ファーストネームは不明。
二枚目だが海賊らしからぬ押しの弱い臆病な性格で、危険な目に遭うとすぐに逃走し、またファルコンに関する宝を入手する度にバーツに奪われひどい目に遭わされている。しかし、いざという時に見せる男気とその人柄で、クルーからの人望は厚い。バーツには及ばないものの、いざ戦いになった際の実力も決して弱いわけではない。剣の技量も持ち合わせており、子供とはいえデッドの訓練を受け、素質を認められているココをあしらうことができるほど。ココに対しては、海賊としての在り方や父親の大事さを説くなど、面倒見がいい一面もある。
荒くれ者を従える父、先代キャプテングラフに憧れていたが、幼いころに航海中の事故で右目を失って海に出ることを怖がり、商人になることを目指していた。父の死から数年後ファルコン文明に興味を抱き、母の後押しもあって海賊になることを決意、自力でクルーを集めてクロウバードを再興した。父が遺した首飾り（幼いころの自分と両親の写真が納められている）を「命より大切にしているもの」として、船長室に大事に飾っている。
最終決戦では、遺跡前の水の壁でスイートマドンナの道を切り拓くために特攻、クロウバード号は大破してクルーもろとも海へ沈んでいったが、ストロベリー、ピーチとともに奇跡的に生還した。
要所でキーとなるアイテムをスイートマドンナに渡し（奪われ）、最後まで海賊スイートマドンナをサポートした影の立役者と言える。
最終話でも引き続き海賊稼業を続けているが、バーツが海賊をしていない現状を寂しく思っている様子。
ストロベリー
クルーの一人で帽子とアゴヒゲが特徴。最期まで生還し最終話でもグラフの船に乗っている。作中ずっと地味な役回りだったが、連載100回記念のキャラクター人気投票ではスイートマドンナのクルーであるノーズ（17位）をおさえて16位となっている（ちなみにハルクが15位、ミガルが14位）。
ピーチ
クルーの一人でスキンヘッドとヘアバンドが特徴。ストロベリーとはよくコンビで登場する。最期まで生還し最終話でもストロベリーと共にグラフの船に乗っている。
キャプテングラフ（先代）
グラフの父。レッドスケル、ダイヤモンドサーペントと並ぶ大海賊と呼ばれていた。クールな二枚目。武器は腰に提げたショットガン。
息子が跡を継がず商人になると決心したのを機に、単身で『海賊の墓場』へ旅立ち、帰らぬ人となった。彼の死後に当時のクルーは散り散りになった。

### ダイアモンドサーペント
ダイアンが率いる大海賊。ナッツによるクーデターの後、キャプテンの座はナッツのものとなる。母港はゾーカン。
ナッツ
海賊ダイアモンドサーペントのキャプテン。先代のダイアンに素質を認められ、将来は跡目を継がせるという話も上がっていたが、反乱を起こして化獣・マービスの閃光でダイアンを殺害し、力づくでキャプテンの座を奪い取った。バクチと同じく額に奴隷時代の焼印があり、バンダナで隠している。
かつてバクチと共に奴隷地区から脱走した際に重傷を負い、過去の記憶を失った。その後、老人に拾われしばらく穏やかに暮らしていたが、その老人によって山賊に売られ、山賊の下働きとして長年過ごす事になる。その時の経験から力を強く求めるようになり、ミルカとの出会いによって自らがオールドブラッドであることを知る。化獣の力に魅せられ、世界征服の野心を抱いてミルカと化獣・マービスを連れ去り、ダイアモンドサーペントの一員となった。
化獣・マービスの閃光は非常に強力だが、本人は剣をろくに使えず、大した戦闘力はない。そのため化獣の力が彼の唯一の自信の源であり、化獣が使えない状況に陥ると逃走したり土下座したりするなど、その様は「チンピラ」と揶揄された。
スイートマドンナとの戦いで自らの右腕を失い、またミルカがスイートマドンナに乗ったことで事実上化獣・マービスの力も使えなくなったが、副長の支えもあってその後もキャプテンとしてダイアモンドサーペントを率いている。
性格は不遜でダイアン曰く「イカれたヤツ」だが、幼少期は穏やかな性格で、飼っていたリスが死んだことに涙を流す心優しい少年だった。バクチ(本名マックス)とは、奴隷時代の焼印「N・M(ノー・マインド)」に、「N・M(ナッツ・アンド・マックス)」「永遠に親友」という誓いを立てた仲だった。記憶を失っていたため登場当初はバクチのことを覚えていなかったが、片腕を失って朦朧とした意識の中で彼との思い出を語った。その後、記憶が戻ったのかは作中で明らかにされることはなかったが、最終決戦後は片腕を失ったバクチを自らの船のクルーとし、最終話では彼と相棒のように並んで立っている姿が描かれた。
副長
かつてダイアンのブレインと呼ばれた男。ナッツの反乱には当初怒りをあらわにしていたが、化獣の力を見せつけられたことで、そのまま副長として船に残ることを決意。他のクルーがナッツの不満を漏らしている際に「今のキャプテンはナッツだ」と釘を刺すなど、ナッツをキャプテンとして認めており、ナッツが片腕と化獣の力を失った後も変わらず彼を支えている。
剣の扱いには自信があるようでバーツと対峙した際には「キサマだけが剣の達人じゃないぜっ」と息巻いていたが、戦闘の描写すらなく敗北した。
ダイアン
先代ダイアモンドサーペントキャプテン。レッドスケル、クロウバードと並んでその名を轟かせた大海賊で、バーツも認めるほどの剣豪だった。10人の妻と55人の子供がいる。豪快で器の大きい人物で、ナッツが後ろから斬りかかってきても「危なくなくって何が海賊だっ」と言って許してしまうほど。ナッツのイカれたところを気に入っており跡目を継がせることを考えていたが、ナッツが反乱を起こし、彼の化獣・マービスの閃光を受けて五体が消し飛び死亡した。
かつて、バーツがダイアモンドサーペントの捕虜になった際に彼を気に入ったため、バーツがレッドスケルを降りて独立した時には船を贈り、それがのちにスイートマドンナ号となった。バーツにとっては恩人と言える人物である。

### ダークネスゲイル
イルカの保護活動を行う海賊。船は高速艇で、母港は不明。
カマラ
レイラの従妹で、ダークネスゲイル号を駆る女海賊（キャプテン）。変装した時の外見は可愛らしい少女のようでスタイルも抜群の美人だが、本性を現すと髪を振り乱して尋常ではない目つきとなり、凄惨な殺戮も厭わない危険人物。その非情さから、ダマブ海峡の怪物になぞらえて“デビルカマラ”と呼ばれており、獰猛な野生の人型獣であるジバラスカでさえ彼女の前からは怯えて逃げ出すほど。イルカが好きで、幼少期はイルカを守るために強くなりたいと語っていた。
拳銃とショットガンの二丁拳銃を自在に操る。また、重剣2本を用いた我流の双剣も使うなど、華奢な外見によらず高い筋力を持つ。
幼少期はバーツに憧れており、バーツと結婚する予定だったレイラを羨ましがっていた。しかし、レイラとの結婚が破談になったあとにバーツが口にした言葉（レイラとの結婚が本気ではなかったという内容だが、作中でのちに明かされた真相から推測すると、バーツの嘘だったと思われる）を聞いたことと、バーツが先代キャプテンスパード、ルイスを殺害するところを目撃してしまったため、バーツに憎しみを抱くようになった。
レイラに協力を要請され、踊り子リリアとしてスイートマドンナを油断させて近づき、バーツとハルクを銃撃、ココを誘拐してレッドスケルに引き渡した。バーツとの一騎打ちに敗れ腹部を剣で貫かれるが、ノーズの治療で一命を取り留め、バーツとも和解。またそれ以降は初期の残虐性は見せなくなった。その後は宝探しの成り行きとハルクの希望もあり、しばらくの間スイートマドンナ号で活躍した。のちに港でダークネスゲイル号と合流したためそちらに戻った。
先述のように非情な一面を持つが、仲間を想う心は人一倍である。白無との戦いで仲間であるカトウを失った際は、彼の遺品となった引きちぎられた数珠の前で両目に涙を溢れさせた。そのため、白無に対する憎しみが強い。
登場時はバーツへの憧れの残滓が見られていたが、終盤でハルクの熱烈なアプローチに応え、最終決戦後に結婚した。最終話ではたくさんの子供に囲まれている様子が描かれた。
ジェイク・ランスター
剣術の遣い手。剣の腕には自信があったが、それを披露する間も無くバーツに一蹴される。
最終決戦後は、シドと共に世界中に飛来した動力石の探索回収活動に参加した。
シド
「ナイフ使いのシド」の異名を持つナイフ投げの名手。眉毛が無く、常にマントで身を包んでいる。
カトウ
「重剣のカトウ」の異名を持つ男。ラウの化獣・ベリックの放った閃光からカマラを身を挺して守り、死亡。
人柄をうかがわせる描写はあまりないが、後述のオニマルや、カマラからも相当な信頼を得ていた人物であり、ただ戦いが強かっただけではなかったことがうかがえる。
オニマル
スキンヘッドの大男。カトウを慕っており、カトウを殺した白無への復讐に燃えていた。ライツワイズを倒すための戦いで、成り行きで行動を共にすることになったハルクに惚れ込み、カマラと結婚生活を送ろうとしていたハルクについていった。

### ラーアジノヴ王国
アルパ・ラーアによって建てられた王国。首都・ピラディノ。城の下には「ジノヴの壁」があり、その中には動力炉がある。
ドルファン
ラーアジノヴ大臣。スキンヘッドの大男。軍隊の出身で、王家に対する忠誠心が非常に高い。
かつては大臣だったが、ピートが海賊になって手に入れた宝を受け取っていたため、賄賂の冤罪でランコットに追い落とされて失脚、物語登場時は地下牢に幽閉されていた。それでもなお彼を尊敬する兵士は多く存在しており、ランコットのクーデターの際には、衛兵を鼓舞して味方につけ戦況を覆すことに成功した。クーデター鎮圧後は、再び大臣の座に返り咲いている。
自身の身体能力も非常に高く、銃弾を受けても筋肉で弾丸をはじき出すほど。
バセンリン王国にいたころのバニスと面識があり、犬猿の仲。
ルイス・ランコット
ラーアジノヴ大臣。ドルファンを失脚させ、代わって大臣の座についた。残忍な性格で国の独裁を目論む野心家。国王の座とロザーナ姫を手に入れるため策謀を巡らす。
白無の力を後ろ盾にクーデターを起こして国王を殺害、その後スイートマドンナと蜂起した民衆に捕らえられて終身刑を宣告されるが（ロザーナが「安らかな死を与えるべきではない」とまで激怒した）、牢獄へ向かう道中で何者かの襲撃により脱獄の機会を得る。しかしそれはラウの罠であり、待ち伏せていた彼に射殺された。
ロザーナ
ラーアジノヴの王女。ピートの婚約者で、何年も失踪した彼をずっと待ち続けていた。クーデターが鎮圧された後にピートと結婚して王妃となった。最終決戦後に男児を出産、最終話では娘もおり、二児の母となっている。
ピートとは反対で気丈な性格で、クーデター鎮圧後にピートをスイートマドンナに残るよう促し、自ら国の建て直しを行った。
ミルドレッド
ロザーナの世話役の女性。巨漢のおばさん。ピートが投獄された際に鍵をこっそりロザーナに渡すなど、理解ある人物。
死んだ夫は海賊で、かかぁ天下だったらしい。素手で銃を持った兵士を倒すなど戦闘力も高く、重量のある城の瓦礫に押しつぶされても生きていたなど、タフでもある。
アルバート
ピラディノのロードマン邸の庭師。城攻めの際に力を貸した。
フリード
ピートが飼育していた巨馬。戦闘力が高く、ピートにしか乗りこなせないという。

### ボボンノーク
国の歴史がクーデターの歴史であるという賊国家で、常に力ある者が国を治めるというルールの国。
パンクス
ボボンノーク王子。前国王の息子で、現国王ガーシュの養子。人の言うことを聞かない無鉄砲な性格で、気に入らない者にはすぐに攻撃を加える。
ブーメランに似た形状の剣を使う。実父に施された手術により肺が片方しか機能しておらず、もう片方には火薬が詰まっている。実父から救い出してくれた養父であるガーシュを「パパ」と呼んで慕っている。顔に傷跡があるが、幼いころにガーシュの顔を真似て自分でつけたものである。
最終決戦で巨大閃光の発射を阻止するために、肺の火薬を爆発させて死亡した。
クエスト・ガーシュ
現ボボンノーク国王。クーデターを起こして前国王を追い落とし、国王の座についた。顔には多くの傷跡がある。賊国家の王らしく好戦的な性格。
番外編ではバーツと国宝をめぐって争いを起こしており、そのことは根に持っている様子。
最終決戦に向かう海で巨獣の一撃を受け、最期はバーツにパンクスを託して死亡した。

### 白無
オールドブラッドによる世界の支配を目論む組織。城塞のような巨大な船「白城」を拠点としている。
ラグ・ローグ
白無の首領。肩にオウムの化獣・ソニックを乗せている。ネオブラッドの末裔で、女性パートナーがいなくとも、1人で化獣の封印を解くことができる。
本名ラグ・バーツ。ジョン・バーツの実兄。少年時代はレッドスケルの一員として、ジョンと共に先代キャプテンスパードに育てられた。やがてオールドブラッドとファルコンの遺産に興味を抱き、また自身がファルコンの末裔であることを自覚して船を降り、オールドブラッドの女性との間にココ、レイラとの間にカフェル、2人の息子をもうけたが、そのことがスパードの逆鱗に触れて瀕死の重傷を負わされた上に崖から突き落とされ、長い間死亡したものと思われていた。両頬の傷痕は、その時につけられたものである。（なお、ココの母親のその後の消息は作中で明らかにされていない。）
ローグという名前は、ファルコン文明の存在を初めて説き、化獣の存在を世に知らしめて処刑された古のオールドブラッド、ナディアス・ローグに由来している。
何よりもファルコンを優先すると公言してはばからず、そのためにはどんな犠牲も厭わないエゴイスト。弟であるジョンのことを「同じ血を持った敵」として使い捨てたり、息子のカフェルを人質に使うなど、肉親に対しても非道な振る舞いを見せる。
終盤ではライツワイズと接触し、同化してライツワイズを支配しようとするが、逆にライツワイズに肉体を支配され完全復活を遂げさせてしまう。最終決戦にて、ライツワイズに精神を支配されたココに父親としての言葉を送り、ココが信念を貫く足かがりとなった。最期はライツワイズが倒されたことで共に消滅した。
クラウド・ファング
白無・副長。蛇の化獣・ヴレイムを使う。元殺し屋で、デッドに対して憧れと一方的な対抗意識を抱いている。
最終決戦の遺跡にてデッドと対決、遺跡の影響で増強された身体能力と化獣の力で圧倒したが、デッドが決死の覚悟で投擲した剣で頭部を貫かれ敗北。最期は憧れのデッドに賞賛を送りながら絶命した。
ボニー
クラウドのパートナー。虹の街でスイートマドンナと行動を共にしている内にミルカに情を抱き、白無へと誘うも拒絶され、それ以降ミルカに強く執着している。
最終決戦の遺跡では感情の昂りだけで化獣の形態を変えるなどオールドブラッドの能力が向上、さらに身体能力も上がっておりナイフでデッドに傷をつけるほどだったが、デッドの当て身で戦闘不能となる。過去になにかあったようで、「愛って何？一度も返ってこない…誰を愛しても…」と呟いていた。
最終決戦後は、世界中に飛来した動力石の探索回収活動に参加した。
イワノフ
猫の化獣・ミィアを使う。非常に気が弱い。容姿が醜く、それゆえにレオナにはぞんざいに扱われている。
レオナ
イワノフのパートナー。過去の迫害から高慢な性格になり、容姿の麗しくないミガルやパートナーのイワノフを見下していたが、それに構わず自分を守り、その高慢さを咎めたミガルに心を奪われた。一度その想いを拒絶されたが、最終決戦の遺跡にてミガルからプロポーズともとれる言葉を贈られた。
決戦後にミガルと結婚し、後にミガルがボボンノークの国王となったことで王妃になった。最終話ではミガルの隣であくびをしている姿が描かれている。
ボルド
ラウらと共にラーアジノヴへ送られ、ランコットのクーデターに助力した。
遠距離砲撃型のイグアナの化獣・レイパスを使う。だが白兵戦では建物を壊す危険があり化獣を使えず、その弱点をバーツに指摘されて一蹴されたことをきっかけに逆上、城内で閃光を放ち城を崩壊させた。なおも生存し閃光を放ち続けたが、閃光発射の際、バーツの手により砲口を自らに向けられ自滅した。
ジルによると、約5時間という記録的な長さで化獣と融合し続けており、最終的に化獣に体を支配されていた可能性が示唆されている。
ジル
ボルドのパートナー。ラウらと共にラーアジノヴへ送られた。クーデターが失敗したのちは白無に戻りローグへ報告を行った。そのときのやりとりから、ローグとは肉体関係があると思われる。
ラウ
白無の一員。ボルドらと共にランコットのクーデターに加わった。白兵戦型の熊の化獣・ベリックを使う。
物語当初は好戦的で、化獣・ベリックの閃光で数多くの海賊を殺傷、重傷を負ったレイラを吊るし上げるなど残忍な一面が見られた。一方で、銃を持ってココと対峙した際には撃たずにその場を逃れるなど、化獣のせいで人を殺める感覚がマヒしている状態だった。
姉メイアと共に迫害を受けた過去があり、自らが行う殺戮を革命と考えて正当化していたがメイアはそれに堪えられずに自害、かつての荒んだ生活に戻りたくない思いと、殺戮の繰り広げられる血生臭い戦いの板挟みになり暴走、ココとの一騎討ちで閃光を跳ね返され、ガレキの中に埋もれて消息を絶った。ランコットが牢獄に移送される際に彼を射殺した（ランコットのクーデターをきっかけにメイアを喪ったこと、ランコットにメイアの遺体を傷つけられたことなどが関係していると思われる）。
最終決戦の遺跡で再登場、化獣・サーバルを従えていたがすぐに射殺した。カマラと銃撃戦の末に重傷を負うが生き残る。
一騎打ちの際にココに言われた言葉をずっと心の拠り所にしていた。決戦後はココの誘いに応じて彼の船のクルーとなり、のちの海賊ツインソードの一員となった。
メイア
ラウの姉でパートナー。ラウらと共にラーアジノヴへ送られ、ランコットのクーデターに助力した。化獣によって繰り広げられる殺戮に堪えられず、ラウの目の前で自ら命を絶った。
マンディス
ココたちが嵐によって漂着した無人島で化獣探しをしていた白無のメンバー。吹き矢が得意。偶然同じ島に漂着したココ、ミルカ、チャコ、カフェルと出会う。ミルカを人質に取り、ココを暴行、チャコとカフェルに化獣探しをさせた。化獣・ニキアを目前にココの抵抗に遭い、ココに封印を解かれてしまう。最期は、チャコを傷つけられたことで激昂したバニスに首を両断されて死亡した。
アンジー
マンディスのパートナー。白無の思想には賛同しているが戦闘することを拒んでおり、巧みな話術でチャコに化獣・ニキアの封印を解かせた。
最終決戦の遺跡にて、ラウのパートナーとして再登場する。化獣・サーバルの第2形態にさせるが、ラウがサーバルを射殺したため、すぐに逃走した。その後の消息は不明。
ハロルソン・ゼッペ
軍国ヤシラズオ首領。サミット後も軍国らしく強硬な姿勢を保っていたが、内心ではライツワイズの脅威に萎縮していた。バーツが救世主として特別な力を持っていると信じており、利用するため虹の封印を解いた責任を追及して土下座させるが、バーツに心の内を見透かされ足蹴にされた。
その後白無と接触し、ローグからオールドブラッドであることを知らされ、バーツへの恨みや新世界の創造者の一人となる野心もあって白無に加わることを決意。最終決戦の遺跡でレオナのパートナーとして再登場し、化獣・パルプニルの閃光でミガルとレオナを消し去ろうとするが、ライツワイズの意志によって凶暴化したココの攻撃を受けてよろめき、高所から転落して死亡した。

### 虹の街
ネオブラッドのルピ、人間の姿をした化獣である化物(けもの)、そしてそれらを産み出すマムが存在し、虹の街を守護している。化物はマムの呼びかけに応じて第2形態に覚醒し、ルピと融合して最終形態となる。化物には、知性を持つ化物と知性を持たない海蟻がいる。
ルピ
マムによって産み出されたネオブラッドの少年。マムらと共に虹の街を守護している。巨鳥・クオを従えており、クオに乗って島を出た際にココと出会い友達になった。
侵入者に対しては容赦なく排除命令を下すが、普段は天真爛漫な性格であり、過度な攻撃は好んでいない。
パブロ、アイザック、オギーの最終形態と融合した際には巨大な空を飛ぶ獣となる。巨体に似合わず俊敏で、強大な破壊力を持った閃光を放つ。その戦闘力は作中でも最強クラスで、ローグすら圧倒した。
パブロ、アイザック、オギーと共にスイートマドンナによって外に世界に連れ出された。
最終決戦にてクオに導かれて再登場、再度パブロ、アイザック、オギーの最終形態と融合し、ココの攻撃を受けて傷ついたライツワイズに閃光を放ち、とどめを刺す役割を担った。決戦後はココの船に乗り、のちの海賊ツインソードの一員となった。
2度目の最終形態の際はマムが不在だったことから、同じくネオブラッドのローグやココ同様に、単独で最終形態に至ることができると思われる。
パブロ
化物。第1形態はフードをかぶった鼻の長いスキンヘッドの男。第2形態は四本足で昆虫のような顔と体幹を持つ獣で、デッドの剣をものともしない頑強さを見せたが、クラウドの化獣・ヴレイムの閃光を受け、右腕を失って敗走した。のちにマムによって右腕は再生した。
やや口が悪くひねくれた性格。仲間であるオギーがバーツに船に乗せて欲しいと頼んだ際には一瞬激昂したが、すぐに自分も連れて行って欲しいと頼むなど、彼同様に外の世界への憧れを持っている。当初ルピの陽気さには辟易しているような言動が見られたが、マムの死後、事実を隠してルピを気遣う一面も見せた。
アイザック
化物。知性を持つ3体のリーダー的存在。第1形態は褐色の肌に筋骨隆々の大男で、第2形態も同様に筋肉質な二足歩行の獣の姿。皮膚は剣を通さないほど固く、ハルクとの対決では終始優勢に立っていたが、ハルクの拳を防御せずに受け続けたことで身体の中が揺さぶられて平衡感覚が狂い敗走した（ピート曰く「船酔い」）。
自分たち化物を虹の街を守る生物兵器と考え、そのことに誇りを持っていたが、バーツたちと関わったことで心境に変化が生まれる。マムの死後、怒りにまかせて張本人のローグを殴り倒したが、その際のルピの制止に対して「殺したりはしない。俺たちは人間だ」と発言した。
最終決戦後は、パブロ、オギーと共に世界中に飛来した動力石の探索回収活動に参加した。また最終話では彼と思しき人物がピートの傍らに立っている。
ちなみに彼曰く、化物たち3人の寿命は20年程度らしい。
オギー
化物。第1形態は短髪で尖った耳の男。第2形態は翼竜のような姿で、パブロ、アイザック同様に剣は通用しない。
外の世界に憧れを抱いており、バーツと対決したときに彼の言葉を聞いてその想いをいっそう強め、生物兵器である自分と人間への憧れに葛藤するようになる。クラウドにバケモノ扱いされたときには憤慨し、ついにはバーツに島から出してほしいと頼んだ。
海蟻（ミギ）
虹の街を守護する生物兵器群。化物。第1形態は感情の無い人間の姿で、第2形態は人間にタコが合わさったような形をしていて、マムより量産される。
個々の意志はなく、また非常に短命で、次から次へと限りなく生み出されている。敵に襲い掛かる時は、単体もしくは巨大な蛇のような群体を形成する。
マム
虹の街の守護者。巨大な女王蟻のような形をしている。その胎内から化者と多数の海蟻を生み出し、必要に応じて化者を第2形態へと覚醒させる。生物を治癒させる能力も持ち、負傷したレイラを治療したり、パブロの失った右腕を再生させた。『虹』を解放する鍵をグラフに奪われて逆上するローグに閃光で殺害された。

### ブラバム親子
バニス・ブラバム
オールドブラッドの元軍人。隻眼。かつてバセンリン王国で、オールドブラッドの女山賊グロリアと共に化獣狩りの任務に当たっていた。その時にグロリアから自分もオールドブラッドであると知らされ、グロリアとの間に娘チャコが出来たことを機にバセンリンから姿を消す。一時期白無の一員となっていたが、白無の実態を知り脱走。以降親子3人で無人島に暮らしていた。
2本の斧を操る達人で、デッドを破り、バーツとも互角の戦いを繰り広げた。上半身の周囲で高速で斧を回転させる「斧回球」という必殺技も用いる。ハルクをパンチ一発で倒すなど、素手の戦いの技量も高い。非常に子煩悩な父親で、チャコのことになると見境がなくなってしまい（チャコを傷つけたと思われる者達の首を何のためらいもなく刎ねてしまうほど）、それが欠点にもなっている。
グロリア・ブラバム
バニスの妻でオールドブラッド。
元山賊で、ミガルに感づかれずに気配を消して背後から近づくなど、高い隠密性を誇る。
普段はクールだが、娘のチャコを「誰よりも愛している」と言い、夫のバニスについては「あたしにとってかけがえのない存在」と言うなど、愛情深い女性である。
チャコ・ブラバム
オールドブラッドの少女。バニスとグロリアの娘。黒豹の化獣・ガイルを連れている。
快活な性格。ココに恋心を抱いており、積極的にアプローチしているが、恋心を押し殺して人としての優しさを見せる一幕もあった。ミルカとは恋敵だが仲は良く、お互いが大人になるまでココに告白しないという誓いを立 てた。
最終決戦後はココの船に乗り、のちの海賊ツインソードの一員となった。

### ファルコン文明・関係者
ザギ
「マジシャン」の異名を取る世界最高の殺し屋。非常識なほど長い剣を操ることから『遠殺剣のザギ』とも呼ばれている。
ファルコンの守り神を自称しており、ファルコン文明に近づく者に警告を発し、必要とあらばその命をも奪う。かつてバーツの両手をズタズタに刻んだ張本人。
肩当てから遠殺剣と呼ばれる長い剣を出現させ、瞬間移動、空中浮遊を行うといった魔術師じみた技を使うだけでなく、首を斬り落とされても絶命せず肉体を再生させるなど、明らかに人間離れした一面も持っている。
バーツを「愚か者」と評し危険視する一方で、ライツワイズのことを託すなど、彼の力を認めていた様子。最終決戦後には「女神に死ぬほど気に入られた、世界一の愚か者」と賞賛の言葉を送った。
幼児語や替え歌など、変わったマイブームがある。
オルカ
解放された『虹』を追うスイートマドンナの前に突如現れた、シャチを操る男。バセンリン王国の元軍人で、現在は豪華客船のオーナーでもあるなど、その正体には謎の部分が多い。
飄々とした軽薄な態度を取り、剣も銃も扱えないとうそぶいていたが、実際はデッドの剣を交わしバーツと互角の腕を持つ戦闘の達人であり、バニスの元部下で、バニスの左目を奪った男でもある。自称・ザギの弟子で、両手のリストバンドはライフルのような銃と大型の剣へと変形する。
かつてはファルコン文明を追っていたが、ザギの警告を受け、追求を止めた。そのため、自分と同じく警告を受けながらもなおファルコン追求を諦めず、後にザギからライツワイズ打倒を託されたバーツをライバル視するようになった。
エレクティスを倒すためにバーツと共闘し、エレクティスの槍状の腕を身体を張って受け止めて隙を作ることに成功したが、そのまま身体を貫かれて斃れた。
突如現れ、唐突に消えた人物であるものの、その存在はバーツにとって魅力的なものであり、敵対していたときは“好敵手（ライバル）”、手を組んでからは“相棒（パートナー）”であった。「俺の船に乗らないか？」とバーツに誘われた最後の人物であり、実際は叶わなかったものの、その夢はバーツに託され、愛用の剣がスイートマドンナへ乗船し終盤まで登場する。
強い者を見ると腕試しをしたくなる性格で、謎が多い人物ではあるが、勝った（相手が怯んだ）瞬間は喜びを露する情熱的な性格。
エレクティス
『虹』の解放後に現れた者。先端が槍状になった伸縮・屈曲自在の両腕を武器にしており、身体能力も非常に高い。普段は黒いマントと兜で正体を隠しているが、顔は異形の怪物で、化獣である。
ファルコンよりの使者を名乗り、『虹』の解放によって現れた遺跡を守るためイェンズ共和国を脅迫した。その後バニスを倒し、その際に右腕を失った。ザギの村に向かうバーツの前に現れ、バーツとオルカの共闘により左腕を失いながらも、オルカの腹部を貫いて死に至らしめた。さらに体を硬化させてバーツを苦戦させたが、バーツが見えない剣を用いて仕掛けたトラップに引っかかり胴体を両断されて絶命した。死体はオルカへの手向けとして海に落とされた。
ライツワイズ
ファルコン文明によって生み出された生物兵器・ネオブラッドでファルコン文明最大の汚点とされる生物。そのあまりの力と憎悪に満ちた破滅を望む心のために、動力石と共に『虹』によって封印されていた。自らを破壊の神と考え、完全な破壊を完成させるため世界を焼き尽くすことを目的としている。化獣・巨獣を操り、体を様々な形態に変形させ、閃光を自在に放つなど、圧倒的な戦闘力を誇っている。
長い年月のため肉体が冒されており、復活当初は万全ではなかったが、ローグと同化したことで完全復活を果たした。なおライツワイズと同化できるのはネオブラッドのみである。
化獣を産み出すプラントを稼働させて巨大閃光の威力を増強するために、動力石への扉を開くようバーツを脅すが、バクチとパンクスの妨害によって失敗した。ココの精神を支配してバーツを殺させようとするが、正気に戻ったココから化獣・アリス、ガイルの閃光を受けた。崩れかけた体で巨大閃光を放とうとしたが、ルピがクオに導かれて到着し、化物たちの最終形態の閃光を浴びて消滅した。

### 化獣
マービス
犬の化獣。使い手はミルカ、ナッツ。第2形態で体毛が逆立った獰猛な姿になり、最終形態は使い手の腕に融合して、閃光を発射する3体の砲身になる。作中で最初に登場した化獣。元々はミルカと彼女の母親が飼っていた化獣だったが、賊に追われるナッツがミルカたちに助けを求め、その賊を追い払うためにミルカがナッツにマービスの封印を解かせたのがきっかけで、ナッツの切り札としてミルカと共に連れ去られた。最終形態の閃光でダイアンを殺害、バーツを窮地に追い詰めたが、ココの化獣・アリスの閃光によって融合していたナッツの右腕が切断されて敗北、またミルカがスイートマドンナに乗ったことで事実上ナッツに使うことはできなくなり、その後作中で登場することはなかった。
アリス
リスの化獣。使い手はミルカ、ココ。不細工な顔をしている。第2形態は鋭い牙と爪、刃のような尾を持つ獣になり、素早く動いて攻撃する。最終形態は使い手の腕と融合して剣となり、斬撃の閃光を放つ。作中で一度だけ第4形態とも言える変化を見せており、剣の柄からドーム状に棘を展開してラウの化獣・ベリックの閃光を跳ね返した。スイートマドンナの戦力として長く活躍し、作中で最も出番の多かった化獣である。最終決戦の場で、ライツワイズに精神を支配されたココによってガイルと共に最終形態となり、バーツを手にかけそうになるが、ココが正気を取り戻したため閃光でライツワイズの胴体を両断した。
最終話では海賊ツインソードの一員としてココに付き従っている。
ガイル
黒ヒョウの化獣。使い手はチャコ、ココ。第2形態では硬い外殻を纏った獣になり、剣は通用しない。最終形態は使い手の下半身に融合し、2本の角から閃光を発射する。登場時すでに一度チャコによって封印が解かれていたが、バニスたちは化獣を戦闘に用いるのを好まなかったため、作中では終盤まで形態を変えることはなかった。最終決戦の場で、ライツワイズに精神を支配されたココによってアリスと共に最終形態となり、バーツを手にかけそうになるが、ココが正気を取り戻したため閃光でライツワイズの両腕を破壊した。
最終話では海賊ツインソードの一員としてアリスと同じくココに付き従っている。
レイパス
イグアナの化獣。使い手はジル、ボルド。最終形態は使い手の上半身に融合し、6つの砲身から遠距離攻撃用の大きな閃光を放つ。閃光は強力だが、至近距離で使用すると自身がいる船や建物を破壊して自滅する恐れがあるため、白兵戦には向かない。逆上したボルドがラーアジノヴの城内で閃光を放って城を破壊、なおも閃光を放ち続けたが、バーツによって砲身を切断され残った1本の砲口を自身に向けられ、自らの閃光で消し飛ばされた。
ベリック
熊の化獣。使い手はメイア、ラウ。第2形態では使い手が背中に乗るためのハンドルのような部分がある。最終形態は使い手の全身に融合し、全身から生えた触手の先端から閃光を撒き散らす。散弾タイプの閃光だが、第4形態とも言える変化により、触手を一点に集中させてより強力な閃光を放つこともできる。作中で第4形態を見せた数少ない化獣。第4形態で放った閃光は、化獣・アリスの第4形態によって跳ね返され、閃光の影響で崩れたガレキに埋もれて死亡した。（使い手のラウは生存した。）
ニキア
コウモリの化獣。使い手はチャコ、ココ。最終形態は使い手の両腕に融合し、5本の砲身と地面に固定する脚が付いている。無人島で白無が探していた化獣だが、アンジーの思惑でチャコに封印を解かせた。白無の自由にさせないようにココが最終形態に変え、封印を解いたあとにすぐ形態を戻して放された。武器として使用されることはなかったため、閃光の特性は不明。
ヴレイム
蛇の化獣。使い手はボニー、クラウド。第2形態は頭側・尾側両方が口になる。最終形態は使い手の上半身に融合し、両手が閃光を放つ砲身となる。虹の街では、閃光でパブロの右腕を吹き飛ばしてデッドの窮地を救った。最終決戦の遺跡では、化獣・ラザクとともに最終形態でクラウドと融合、閃光でデッドを苦しめたがクラウドが仕留められて敗北、元の形態に戻った。
ミィア
猫の化獣。使い手はレオナ、イワノフ。第2形態は不明。最終形態は使い手の上半身に覆いかぶさるように融合し、頭部に球体が集合しておりそこから閃光を放つ。虹の街で、海蟻の集合体を吹き飛ばし、取り込まれていたミガルの窮地を救った。
ソニック
オウムの化獣。使い手はローグ。第2形態は長い首と両腕、大きな翼を持つ獣。最終形態は使い手の上半身に融合し、両肩から大きな翼と閃光を放つ角が生えている。斬撃を伴った閃光を広範囲に放つ。また翼を用いて使い手は飛行が可能という、極めて珍しいタイプの化獣である。虹の鍵を奪われて逆上したローグが閃光を放ち、マムを殺害した。その直後にルピと化物たちの最終形態と対決、閃光を受けて片翼を失った。
ラザク
馬の化獣。使い手はボニー、クラウド。最終形態は使い手の下半身に融合し、閃光を放つ砲身が一つある。最終決戦の遺跡で登場し、化獣・ヴレイムとともに最終形態でクラウドと融合、閃光でデッドを苦しめたがクラウドが仕留められて敗北、元の形態に戻った。
サーバル
大型の猫の化獣。使い手はアンジー、ラウ。最終決戦の遺跡で登場し、カマラと対峙した際に第2形態となったが、直後にラウによって射殺されたため最終形態は不明。
パルプニル
化獣。第1形態は角のないサイのような動物。使い手はレオナ、ゼッペ。最終形態は使い手の上半身に融合し、長く伸びた脚や尾、閃光を放つ2本の砲身がある。最終決戦の遺跡で登場し、閃光でミガルとレオナを消し去ろうとしたが、ライツワイズの意志によって凶暴化したココに砲身を切断され、そのまま高所から転落して使い手のゼッペもろとも死亡した。

### 巨獣
ザウルスくん
ダマブ海峡に生息していた双頭の巨獣。牙や刃のような腕で攻撃する以外に、口から大口径の閃光を発射することができる。海峡を通る船を神出鬼没に襲い、海の守護神「デビルカマラ」と呼ばれ恐れられていた。
自分の死を怖れず仲間を助けようとしたココに従っている。普段は海中に隠れてスイートマドンナに付き従っているが、ココが呼べばすぐに水面に姿を現す。
ザウルスくんという名前は、バーツによって強引に命名された。
最終決戦に向かう海で、船団を襲う巨獣たちを蹴散らして活躍したが、突如現れたクオ(ファルカ)の閃光を受けて片方の首を吹き飛ばされ、力尽きて海に沈んでいった。
クオ
巨鳥。ルピの前に現れ虹の街から連れ出した。高速で飛行して鉤爪で攻撃したり、口から大口径の閃光を発射する。
当初ルピに従っていたが、実はライツワイズのしもべであり、ライツワイズ復活後はその意志に基づいて行動するようになる。最終決戦に向かう海ではザウルスくんを閃光で倒すなど、スイートマドンナに対して敵対行動をとるようになるが、ルピのことは覚えていた。最終決戦でココがライツワイズに放った一撃がきっかけでライツワイズの意志から解放され、ヤシラズオにいたルピを決戦の場へ連れてきた（ルピによると、心の中に語りかけ「ライツワイズを倒す」と言ったとのこと）。世界に向かって巨大閃光を放とうとするライツワイズに閃光を放ち、相撃ちで片翼を貫かれて墜落し、その後の消息は不明だが、ルピに「静かなところで休む。疲れたからもう空は飛ばない」と言ったとのこと。
ライツワイズのしもべとしての名はファルカ。クオという名は、ルピが鳴き声から名付けたものと推測される。

## 用語・設定
ファルコン文明
古代に存在していたと言われる伝説の文明。御伽噺の中の存在と言われ、実在を疑問視する声も多いが、数々の遺跡や遺物、文献があり、その存在を信じる者も少なくない。
現代にはない高度な技術を持っており、動力を生み出す動力石をもって栄えたが、その所有量をめぐり2つの勢力に分かれて戦いが始まり、その後第3勢力・ネオブラッドの誕生により、文明は終焉を迎えた。その時に作り出された生物兵器（勢力）が、化獣と巨獣である。

オールドブラッド
ファルコンの血を引く人間。外見や身体能力は通常の人間と何ら変わらないが、化獣あるいは巨獣を操る特殊な力を持つ。ミルカによるとオールドブラッドは化獣か巨獣どちらかしか扱えないらしいが、作中で登場するのはほとんどが化獣を操るオールドブラッドである。女子はファルコンの記憶を持っているため、化獣とその名前、オールドブラッドの人間を見分ける能力が備わっている。男子は化獣を操り閃光を放つことができる。
オールドブラッドはその能力ゆえに一般社会から迫害されてきた歴史を持ち、そのためオールドブラッドの中には、厭世的な人間や世界に復讐心を抱いている人間が少なくない。両親が共にオールドブラッドの場合、子供にも遺伝する可能性が高いが必ず遺伝するという訳ではなく、オールドブラッドの血縁でありながら能力が備わっていない人間も生まれることがある。
ネオブラッド
進化したオールドブラッド。ネオブラッドは男子単体で化獣を覚醒させ自由に操ることができ、また化獣だけでなく巨獣をも従えられる。
化獣
ファルコン文明によって生み出された生物兵器。通常時は普通の動物と変わらない外見・能力だが、オールドブラッドの女子がその名前を呼んで封印を解くことで第2形態へと覚醒、この状態で男子が化獣に触れながら名前を口にすると、男子の体と融合し最終形態(第3形態)となる。最初に封印を解いたオールドブラッドの男女にしか従わない。
第2形態になると外見が大きく変化して獰猛になり、最初にその名を呼んだオールドブラッドの男子の命令に絶対服従する。最終形態(第3形態)では使用者の感情や意志に応じ、殺傷力の極めて高い閃光を放つ。閃光の種類や威力は、それぞれの化獣の種類によって異なり、融合した男子の精神的な感情によっても変化、さらに第4形態へ進化することもある。同時に複数の化獣と融合することも可能。白無のレオナによると、使い手によって化獣の形態は変わるらしいが、化獣の使い手を代えることはできないので確かめる方法はない。
なお作中で白無のジルは、使い手が長時間化獣と融合すると、体を化獣に支配される可能性を示唆している。
巨獣
化獣に対抗して作り上げられた生物兵器。現存の生物とはかけ離れた外見と巨大な体躯から、オールドブラッドでなくともひと目でそれと判別できる。その数は少ないが、化獣の閃光をものともしない巨大で強靭な体と、口から特大の閃光を放つ圧倒的な戦闘力を誇る。
激道
世界地図の南側に東西一直線に広がる、世界を2つに割っていると言われる海域。太陽熱による激しい上昇気流が常に立ち込めており、帆船では先へ進むことができない。何人もの海の男が過去幾度も激道越えに挑んだが、向こう側の世界を覗いて戻ってきた人間は未だ1人もいない。
動力石
ファルコン文明の遺産。動力の源となる石で、これを用いて動力炉を稼働させることで、さまざまな機械を自動的に動かすことができる。
虹
ファルコン文明最大の汚点であるライツワイズを封印するための施設。封印された場所が「虹の街」となり、化者によって長らく守られていた。
ファルコン文字
ファルコン文明の時代に使われていた文字。その古さ故に、限られた人間にしか解読することができない。
一見、記号のように見えるが、実は平仮名を記号化したものであり、中には登場する文字に意味を持たせるスタッフもいたという。

## 書誌情報

### コミックス
- 米原秀幸『フルアヘッド!ココ』秋田書店〈少年チャンピオン・コミックス〉、全29巻
  1. 1997年6月20日発売[5]、ISBN 4-253-05625-3
  2. 1997年8月8日発売[6]、ISBN 4-253-05626-1
  3. 1997年10月24日発売[7]、ISBN 4-253-05627-X
  4. 1997年12月19日発売[8]、ISBN 4-253-05628-8
  5. 1998年3月20日発売[9]、ISBN 4-253-05629-6
  6. 1998年5月1日発売[10]、ISBN 4-253-05630-X
  7. 1998年8月6日発売[11]、ISBN 4-253-05631-8
  8. 1998年10月8日発売[12]、ISBN 4-253-05632-6
  9. 1998年12月18日発売[13]、ISBN 4-253-05633-4
  10. 1999年3月11日発売[14]、ISBN 4-253-05634-2
  11. 1999年5月14日発売[15]、ISBN 4-253-05635-0
  12. 1999年7月22日発売[16]、ISBN 4-253-05636-9
  13. 1999年9月16日発売[17]、ISBN 4-253-05637-7
  14. 1999年11月18日発売[18]、ISBN 4-253-05638-5
  15. 2000年1月27日発売[19]、ISBN 4-253-05639-3
  16. 2000年4月13日発売[20]、ISBN 4-253-05640-7
  17. 2000年6月15日発売[21]、ISBN 4-253-05641-5
  18. 2000年9月14日発売[22]、ISBN 4-253-05642-3
  19. 2000年11月9日発売[23]、ISBN 4-253-05643-1
  20. 2001年1月25日発売[24]、ISBN 4-253-05644-X
  21. 2001年3月29日発売[25]、ISBN 4-253-05645-8
  22. 2001年6月7日発売[26]、ISBN 4-253-05646-6
  23. 2001年8月8日発売[27]、ISBN 4-253-05647-4
  24. 2001年11月8日発売[28]、ISBN 4-253-05648-2
  25. 2002年1月24日発売[29]、ISBN 4-253-05649-0
  26. 2002年3月20日発売[30]、ISBN 4-253-05650-4
  27. 2002年5月9日発売[31]、ISBN 4-253-05680-6
  28. 2002年7月11日発売[32]、ISBN 4-253-05681-4
  29. 2002年9月19日発売[33]、ISBN 4-253-05682-2

- 米原秀幸『フルアヘッド!ココ 番外編-ZERO-』秋田書店〈少年チャンピオン・コミックス〉、全1巻、2001年11月8日発売[34]、ISBN 4-253-05277-0

- 米原秀幸『サンセットローズ』秋田書店〈少年チャンピオン・コミックス〉、全21巻
  1. 2013年1月8日発売[35]、ISBN 978-4-253-22001-9
  2. 2013年3月8日発売[36]、ISBN 978-4-253-22002-6
  3. 2013年5月8日発売[37]、ISBN 978-4-253-22003-3
  4. 2013年8月8日発売[38]、ISBN 978-4-253-22004-0
  5. 2013年11月8日発売[39]、ISBN 978-4-253-22005-7
  6. 2014年2月7日発売[40]、ISBN 978-4-253-22006-4
  7. 2014年5月8日発売[41]、ISBN 978-4-253-22007-1
  8. 2014年8月8日発売[42]、ISBN 978-4-253-22008-8
  9. 2014年11月7日発売[43]、ISBN 978-4-253-22009-5
  10. 2015年2月6日発売[44]、ISBN 978-4-253-22010-1
  11. 2015年5月8日発売[45]、ISBN 978-4-253-22011-8
  12. 2015年8月7日発売[46]、ISBN 978-4-253-22012-5
  13. 2015年11月6日発売[47]、ISBN 978-4-253-22013-2
  14. 2016年2月8日発売[48]、ISBN 978-4-253-22014-9
  15. 2016年5月6日発売[49]、ISBN 978-4-253-22015-6
  16. 2016年8月8日発売[50]、ISBN 978-4-253-22016-3
  17. 2016年11月8日発売[51]、ISBN 978-4-253-22017-0
  18. 2017年2月8日発売[52]、ISBN 978-4-253-22018-7
  19. 2017年5月8日発売[53]、ISBN 978-4-253-22019-4
  20. 2017年8月8日発売[54]、ISBN 978-4-253-22020-0
  21. 2017年9月7日発売[55]、ISBN 978-4-253-22021-7
- 米原秀幸『フルアヘッド!ココ ゼルヴァンス』秋田書店〈少年チャンピオン・コミックス〉、全15巻
  1. 2018年3月8日発売[56][57]、ISBN 978-4-253-22871-8
  2. 2018年6月8日発売[58]、ISBN 978-4-253-22872-5
  3. 2018年9月7日発売[59]、ISBN 978-4-253-22873-2
  4. 2018年12月7日発売[60]、ISBN 978-4-253-22874-9
  5. 2019年3月8日発売[61]、ISBN 978-4-253-22875-6
  6. 2019年6月7日発売[62]、ISBN 978-4-253-22876-3
  7. 2019年9月6日発売[63]、ISBN 978-4-253-22877-0
  8. 2019年12月6日発売[64]、ISBN 978-4-253-22878-7
  9. 2020年3月6日発売[65]、ISBN 978-4-253-22879-4
  10. 2020年6月8日発売[66]、ISBN 978-4-253-22880-0
  11. 2020年11月6日発売[67]、ISBN 978-4-253-22881-7
  12. 2021年2月8日発売[68]、ISBN 978-4-253-22882-4
  13. 2021年7月8日発売[69]、ISBN 978-4-253-22883-1
  14. 2021年10月8日発売[70]、ISBN 978-4-253-22884-8
  15. 2022年2月8日発売[71]、ISBN 978-4-253-22885-5

### 新装版コミックス
- 米原秀幸『新装版 フルアヘッド!ココ』秋田書店〈少年チャンピオン・コミックス〉、全19巻
  1. 2013年8月8日発売[72]、ISBN 978-4-253-22246-4
  2. 2013年8月8日発売[73]、ISBN 978-4-253-22247-1
  3. 2013年9月6日発売[74]、ISBN 978-4-253-22248-8
  4. 2013年9月6日発売[75]、ISBN 978-4-253-22249-5
  5. 2013年10月8日発売[76]、ISBN 978-4-253-22250-1
  6. 2013年10月8日発売[77]、ISBN 978-4-253-22251-8
  7. 2013年11月8日発売[78]、ISBN 978-4-253-22252-5
  8. 2013年11月8日発売[79]、ISBN 978-4-253-22253-2
  9. 2013年12月6日発売[80]、ISBN 978-4-253-22254-9
  10. 2013年12月6日発売[81]、ISBN 978-4-253-22255-6
  11. 2014年1月8日発売[82]、ISBN 978-4-253-22256-3
  12. 2014年1月8日発売[83]、ISBN 978-4-253-22257-0
  13. 2014年2月7日発売[84][85]、ISBN 978-4-253-22258-7
  14. 2014年2月7日発売[84][86]、ISBN 978-4-253-22259-4
  15. 2014年3月7日発売[87]、ISBN 978-4-253-22260-0
  16. 2014年3月7日発売[88]、ISBN 978-4-253-22261-7
  17. 2014年4月8日発売[89]、ISBN 978-4-253-22262-4
  18. 2014年4月8日発売[90]、ISBN 978-4-253-22263-1
  19. 2014年5月8日発売[91]、ISBN 978-4-253-22264-8